# 스테파니 시그만
스테파니 시그만(Stephanie Sigman, 1987년 2월 28일~)은 멕시코, 미국의 배우이다.

## 출연 작품
- 쉬머 레이크 (2017)
- 애나벨: 인형의 주인 (2017)
- 워 온 에브리원 (2016)
- 두 남자의 하늘 (2015)
- 나르코스 시즌1 (2015)
- 007 스펙터 (2015) - 에스트렐라 역
- 앨리스 인 마리아랜드 (2014)
- 파이오니아 (2013)
- 모렐로스 (2012)
- 미스 발라 (2011)
- 리오 드 오르 (2010)